# 普里瓦特银行

PrivatBank商业银行舊標誌

普里瓦特银行（烏克蘭語：ПриватБанк）在客户数、资产、存量贷款上是乌克兰當地最大银行。与大多数乌克兰大银行不一样的是，普里瓦特银行总部设在第聂伯罗，而不在基辅。
根据捷孚凯公司进行的银行市场研究，三分之一（33.2％）的被调查者享受普里瓦特银行服务，而四分之一（24,9％）的被调查者享受广泛的服务范围并认为私有銀行他们的主要银行。截至2011年2月1日，有240万退休人员享受普里瓦特银行服务，340 人通过普里瓦特银行卡领工资， 100万学生通过普里瓦特银行卡领奖学金。该银行在乌克兰基础设施包括6975台自动取款机、2228台自助服务终端 、35486销售终端、3202分行及分支机构 。平均来说，每天普里瓦特银行向150位客户提供各项服务。烏克蘭私有銀行国际服务网络包括 MoskomPrivatBank（俄罗斯）、AS PrivatBank（拉脱维亚）、AS PrivatBank（葡萄牙）和TaoPrivatBank（格鲁吉亚）伙伴银行。此外，在12个国家包括意大利、塞浦路斯、英国和中国都设有分行或代表处。

## 历史
普里瓦特银行是第一家在乌克兰设立的私人商业银行之一。1992年，普里瓦特银行根据创办人会议决议成立。
普里瓦特银行一开头，有一间办公室和几台电脑。第一位董事长是谢尔盖·季吉普科。就是这家第聂伯罗彼得罗夫斯克银行在乌克兰开端实施使用银行卡和自动取款机。此外普里瓦特银行是第一家被授予国际评级的乌克兰金融机构。
1992年3月19日，普里瓦特银行在國家註冊登記。谢尔盖·季吉普科是創始人之一，也是董事會的第一任董事长。一開始，普里瓦特银行只有一間辦公室和幾台電腦。普里瓦特银行是烏克蘭第一家推出塑料卡和 ATM 機的銀行。
1996年成为 VISА international 国际支付系统的正式成员，并开始大批发行银行卡。
1997年，普里瓦特银行获得 Тhomson BankWatch 国际评级机构的等级评定，并成为Еuгорау支付系统的正式成员。
1998年，获得 Fitch IBCA 国际评级机构的等级评定。1998年11月，经过招标，被委任在乌克兰支付瑞士纳粹受害者赔偿基金的款项。
1999年，普里瓦特银行在塞浦路斯设立国际金融业务分行，在尼科西亚设立的分行成为第一家国外乌克兰银行分行。
2000年，被委任给第二次世界大战期间纳粹迫害的乌克兰公民支付赔偿金。 2000年7月6日，普里瓦特银行由有限公司改组成为封闭式股份公司。因此，2000年9月4日注册普里瓦特银行商业银行封闭式股份公司章程。
2001年推出Privat24项目成为乌克兰银行系统中的一件大事，Privat24允许大众客户在线进行帐户管理、转帐等操作。
2002年2月，普里瓦特银行发行了第一百万的银行卡。2002年4月，普里瓦特银行代表被选入VISA СЕМЕА董事会。
2003年，普里瓦特银行被Western Union评为在客户服务方面最好的银行。那一年，获得Deutsche Bank 的"STP Excellence Award” 奖。普里瓦特银行是第一家发行一亿美元的欧洲债券的乌克兰银行。此外，普里瓦特银行在乌克兰首次获得Standard&Poor’s "В-"等级评定。普里瓦特银行的欧洲债券被授予Fitch国际评级机构的«B –»长期评级。
2009年4月30日股东大会决议，根据乌克兰股份公司法修改了银行章程、股份公司形式由封闭式改组成为开放式、银行名称改变为普里瓦特银行商业银行开放式股份公司。这些变化于2009年7月21日生效。

## 高层管理及监督委员会人员

### 高层管理人员
- Alexander Dubilet — 普里瓦特银行董事长(1997年起)
- Yuri Pikush —  普里瓦特银行总副董事长(2004年起)
- Nikolai Davydov — 第 一副董事长，MoscomPrivatbank董事长
- Nikita Volkov — 第 一副董事长，信息技术经理(2004年起)
- Timur Novikov — 第 一副董事长(2004年起)
- Vladimir Yatsenko — 第 一副董事长，企业客户经理 (2004年起)
- Alexander Vityaz — 副董事长，电子商务中心主任(2002年起)
- Oleg Gorochovcky — 副董事长，信用卡经理(2004年起)
- Tatiana Guryeva — 副董事长，客户服务经理 (2000年起)
- Vladimir Zavorotny — 副董事长，基辅地区办事处经理(1997年起)
- Yuri Kandaurov — 副董事长，个人客户服务经理(2002年起)
- Stanislav Kryzhanovsky — 副董事长，银行保安主管(2009年起)
- Lyubov Chmona — 副董事长，工业及企业贵宾客户预算主管(2002年起)
- Lyudmila Shmalchenko — 副董事长，财政部经理(2005年起)

### 高层管理及监督委员会成员
- 监督委员会主任 — Gennady Bogolyubov
- 监督委员会成员 — Igor Kolomoisky
- 监督委员会成员 — Aleksey Martynov

### 股东
普里瓦特银行开放式股份公司的股份分配于21个人（股份总数的99.794％）和5个法人（0.206％）。超过98％股份属于两名股东：Gennady Bogolyubov（23773384股或股份总数的49.027％）和Igor Kolomoisky（23834849股或股份总数的49.154％）。

## 运用的创新技术
在工作中运用创新技术是其在乌克兰金融市场中加强领先地位的手段之一。为此，普里瓦特银行员工既使用Skype、Google Docs、Google Wave等传统技术，又使用独特设计如PrivatDok电子文件管理系统。
普里瓦特银行在乌克兰首次为客户提供了一种简单的网上银行使用方式。截至2011年1月20日， 网上银行注册的用户有 773890人。 截至2011年2月1日，除Privat24以外，还有Mobilebanking（允许通过手机进行账户管理）、LiqPAY（页面存档备份，存于）（由普里瓦特银行专家以Visa Money Transfer技术和网络优点基础上设计的在线支付系统）、3-D Securе（2010年推出的技术，用于防欺诈）最广泛运用的技术。 此外，银行分支机构都运用“电子找钱”独特的技术。“电子找钱”技术允许客户以电子货币收找钱。

## 社会项目
普里瓦特银行将自己定位为一个对社会负责的企业本身。为老人和儿童进行各种比赛。2008年成立了 “儿童银行” (JuniorBank)，目的是让让儿童和青少年了解银行业。2010年，实现“愉快地创造”项目，在银行分支机构组织了退休人员的创意作品展览会。通过“Skype：胜利节”项目，让不同的城市和国家的战争的老兵能够找到朋友并同他们交往。该项目被提名在European Excellence Awards 2010上。
2010年，为了给儿童保育院收集捐款，推出了“帮助是件简单的事”项目。
此外，普里瓦特银行提供自动取款机来不收服务费地募集捐款。比如说，2011年1月，普里瓦特银行在24小时内组织了不收服务费地募集捐款来帮助 “多莫杰多沃” 机场（俄罗斯莫斯科）爆炸受害者(收集了10.5万多格里夫纳）;  2010年10月，以帮助马尔加涅茨（乌克兰第聂伯罗彼得罗夫斯克州）道路交通事故中死者的家庭募集了10.1万格里夫纳;  2010年3月，以协助在莫斯科地铁爆炸受害者募集了1.1万格里夫纳;  2008年6-7月，以帮助乌克兰西部水灾灾民募集了53万格里夫纳。
2011年普里瓦特银行行计划推出 “私有銀行反对毒品！”之 社会项目。

## 银行奖
- 1992-2002，普里瓦特银行被 “Euromoney（页面存档备份，存于）” 权威杂志评为乌克兰市场中最好的银行(”Awards for excellence”评级)。
- 1999，普里瓦特银行被 “Global Finance（页面存档备份，存于）” 杂志评为新兴市场中最好的银行[10]。
- 1999, 2003—2004 ，“乌克兰最好的银行” World`s Bank Best Awards奖。
- 2000, 2002 和2010，普里瓦特银行是“乌克兰最好的银行”，“The Banker（页面存档备份，存于）”英国权威杂志(Bank of the year评级)。
- 2001-2009 ，普里瓦特银行一连八年被"Global"杂志在World’s Best Foreign Exchange评级中选定为最佳银行。
- 2003，普里瓦特银行被评为在Western Union客户服务方面最好的银行。
- 2003，普里瓦特银行在乌克兰内是最好的银行，„World’s Best Bank 2003"("Global Finance"杂志评级)。
- 2004，普里瓦特银行被选为2004 年最好的银行 (Global Finance杂志评级)。
- 2005，乌克兰最好的银行，Best Emerging Marker Banks评级。
- 2007，MoneyGram Payment Systems, Inc.公司(美国)奖给PrivatBank «Certificate Excellence Awarded to PrivatBank for the fastest network development»。
- 2009，普里瓦特银行被EMEA Finance杂志在«Best local bank 2009»评级中选定为最佳银行。
- 2010，普里瓦特银行«电子找钱»技术被The Banker 在«Innovation in Banking Technology Awards»评级中«Best Innovation in Cash and Treasury Technology»提名中评为最佳技术。
- 2010，“The World’s Most Reputable Companies”国际项目证实了普里瓦特银行在乌克兰银行系统中在客户信用方面绝对领导地位[11]。